# جيش مقدونيا الشمالية
جيش مقدونيا الشمالية أو كما يسمى أيضًا ب"القوات المسلحة المقدونية" (بالمقدونية: Армија на Република Северна Македонија)‏ هو قوة الدفاع الرسمية والوحيدة لمقدونيا الشمالية وتتكون من جيش مشاة أو قوات برية وقوات جوية وليس لدى الجيش قوات بحرية والقوات المسلحة المقدونية هي المسؤولة عن الدفاع عن سيادة وسلامة كامل أراضي مقدونيا، منذ عام 2005 تم تصنيف الجيش المقدوني على أنه قوة دفاع محترفة بالكامل متوافقة مع معايير الناتو.